# Wilhelmina a Prusiei
Pentru nepoata și nora sa, vezi Wilhelmina a Prusiei, regină a Țărilor de Jos
Wilhelmina a Prusiei, născută Frederika Sophia Wilhelmina, (7 august 1751 – 9 iunie 1820), a fost soția lui Willem al V-lea, Prinț de Orange și de facto lider al partidului dinastic și contra revoluției în Țările de Jos. A fost fiica Prințului Augustus William al Prusiei și a Ducesei Luise de Brunswick-Wolfenbüttel.

## Biografie

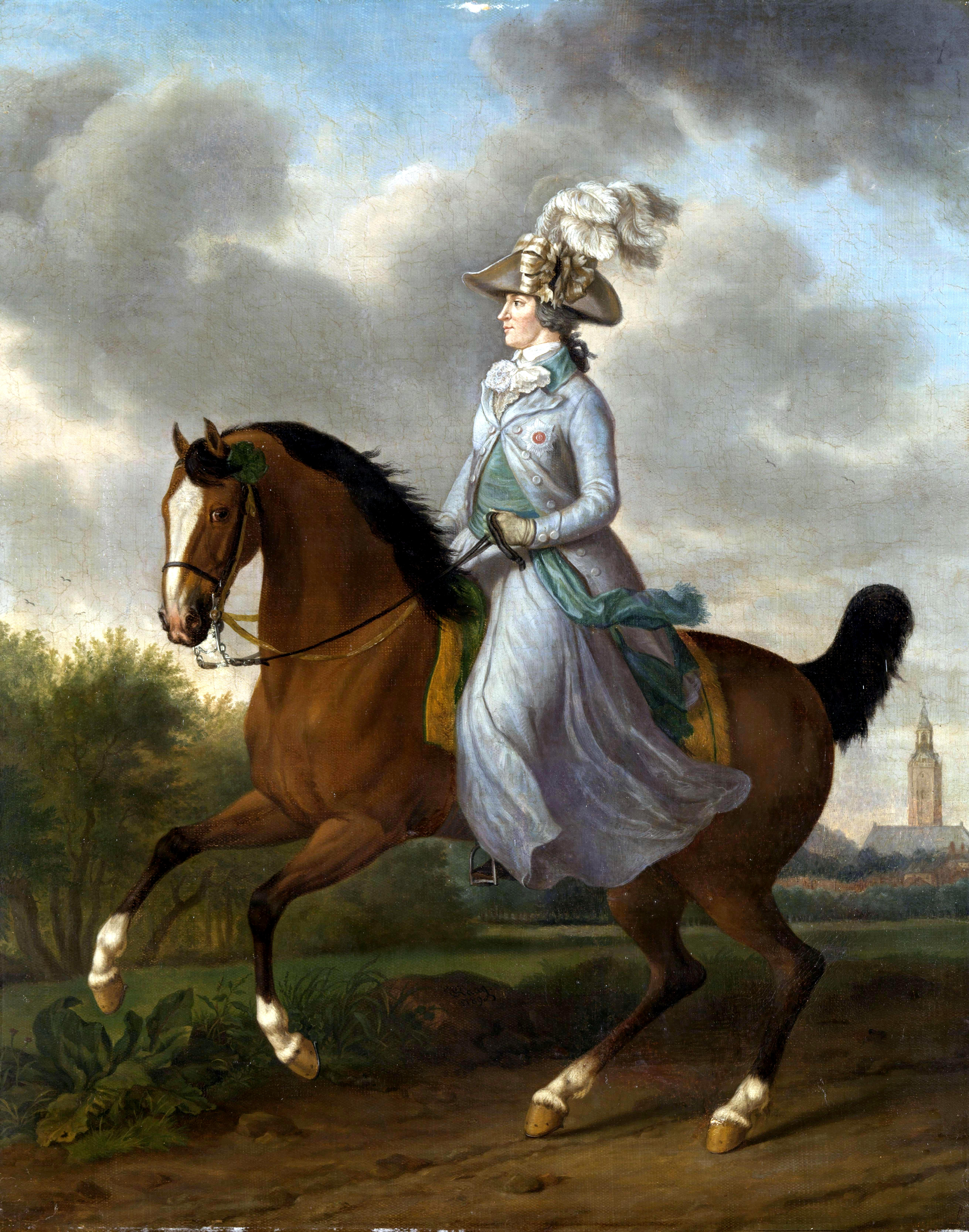
Portret ecvestru al Wilhelminei de Tethart Philipp Christian Haag, Rijksmuseum din Amsterdam.

La 4 octombrie 1767, la Berlin, Wilhelmina s-a căsătorit cu Willem al V-lea, Prinț de Orange, ultimul Stadtholder al Provinciilor Unite. Un an mai târziu l-a primit la Het Loo pe Frederic cel Mare al Prusiei. Wilhelmina a fost o persoană foarte mândră și foarte ambițioasă din punct de vedere politic. Ea și-a dominat soțul și a influențat politica de stat.
Ea a fost profund implicată în conflictele politice revoluționare din Țările de Jos din 1781 și nu doar un susținător și un partener, ci puterea din spatele partidului soțul său. Ea a fost recunoscută deschis ca adevăratul conducător al partidului dinastic și adepții lui au încurajat-o sa ia rolul de lider. Wilhelmina a ținut o vastă corespondență cu puterile străine și a folosit susținătorii străini pentru a influența politica externă olandeză. În 1785, soțul ei a fost forțat să părăsească Haag și i s-a cerut să semneze abdicarea. Soția sa l-a convins să nu semneze.
În 1786, familia s-a mutat la Nijmegen. Când a izbucnit revoluția în Țările de Jos și Willem și-a mutat curtea la Guelders, ea a încercat să se întoarcă în capitala Haga în 1787; la 28 iunie ea a fost oprită, a așteptat la Goejanverwellesluis o decizie, iar la sfârșitul zilei a fost trimisă înapoi la Willem în Nijmegen. Ea și fratele ei Frederic Wilhelm al II-lea al Prusiei care domnea de mai puțin de un an s-au simțit insultați și regele Prusiei a invadat Provinciile Unite la 13 septembrie 1787. Mulți rebeli au fost obligați să fugă în Franța și Willem a revenit la putere însă a acționat ca un vasal al Prusiei.
În 1790, Wilhelmina și Willem al V-lea au căsătorit-o pe fiica lor Frederika cu prințul moștenitor de Brunswick, un apropiat al regilor Prusiei și Angliei al cărui tată era autorul "Manifestului de la Brunswick". În 1791 fiul lor cel mare, Prințul Willem, s-a căsătorit cu verișoara sa prusacă Wilhelmine a Prusiei (1774-1837).
În 1795, patrioții au revenit în țară cu sprijinul Franței iar Willem s-a refugiat la aliatul și vărul său George al III-lea al Regatului Unit. Cuplul a trăit alternativ la Kew (Londra), Nassau și Braunschweig, unde Willem a și murit.
Când Wilhelmina și fiica ei au rămas amândouă văduve în 1806, au locuit împreună în diferite locuri din Confederația Rinului. Fiul ei s-a întors în țară în 1813 și în cele din urmă a devenit regele Willem I al Țărilor de Jos în 1814. Wilhelmina și fiica ei s-au întors în Țările de Jos în 1814. Ea l-a primit la Haarlem pe Țarul Alexandru în 1815.